# Caricom Airways
Caricom Airways, dat staat voor Caribbean Commuter Airways, was een regionale luchtvaartmaatschappij uit het Caribisch gebied; het hoofdkantoor van de maatschappij was in Paramaribo, Suriname gevestigd. Vanuit Suriname vloog de maatschappij voornamelijk chartervluchten naar verschillende bestemmingen in het binnenland, het Caribisch gebied en Brazilië. De maatschappij bestond van 2004 tot 2018 en verhuisde daarna naar Curaçao waar het werd heropgericht onder de naam Dutch Caribbean Islandhopper.
Caricom Airways voerde namens de SLM binnenlandse lijndiensten uit in Suriname. Onder het kwaliteitsprogramma van SLM en vliegend met hun kleuren was deze operatie in maart 2013 gestart als Surinam Airways Commuter. Verder vloog Caricom Airways naar zo'n vijftig bestemmingen in het binnenland van Suriname.
De lijnvluchten naar het binnenland kwamen mede op vraag van SLM-dochter METS Tours en vonden aanvankelijk plaats met twee STOL (Short Take Off & Landing) toestellen van het type Britten-Norman Islander en een Cessna 206. Een regionale toekomst voor het vliegbedrijf wordt verder niet uitgesloten.

## Historie
Het vliegbedrijf was oorspronkelijk opgericht als Kuyake Aviation (kuyake betekent 'toekan' in het Surinaams = Sranan) op 13 april 2004. In het begin was het hoofddoel van het bedrijf om op te treden als vliegschool (Flight Academy) voor piloten in opleiding, voor het behalen van het privé vliegbrevet alsook de zogenaamde "Commercial Pilot License".
Toen echter de focus van het bedrijf verlegd werd van de "Kuyake Aviation Academy" als vliegschool naar het uitvoeren van chartervluchten voor commerciële doeleinden werd de naam voor deze tak omgedoopt tot "Caribbean Commuter Airways N.V." kortweg Caricom Airways. Officieel per april 2013 is Caricom Airways een samenwerking aangegaan met Surinam Airways, "de flag carrier" van Suriname, voor het uitvoeren van binnenlandse vluchten als Surinam Airways Commuter.

## Vloot
Caricom Airways had een vloot van verschillende type vliegtuigen:
| Model                                 | Aantal       | Passagiers | Opmerkingen |
| ------------------------------------- | ------------ | ---------- | --- |
| Britten Norman BN2A MK III Trislander | 1 (op order) | 16         | PZ-TY.. Surinam Airways Commuter (SLM) / Caricom Airways                                                         |
| Britten Norman BN2 Islander           | 2            | 9          | PZ-TYD Surinam Airways Commuter (SLM) / Caricom Airways, PZ-TYL Surinam Airways Commuter (SLM) / Caricom Airways |
| Cessna 206H Stationair 6              | 1            | 5          | PZ-TYA Surinam Airways Commuter (SLM) / Caricom Airways                                                          |
| Piper 31-350 Chieftain Navajo         | 1            | 9          | PZ-TYW Kuyake Aviation / Caricom Airways                                                                         |
| Cessna 337G Skymaster                 | 1            | 5          | PZ-PYV Kuyake Aviation / Caricom Airways                                                                         |
| Cessna 172 Skyhawk                    | 1            | 3          | PZ-NYQ Kuyake Aviation Academy / Caricom Airways Academy                                                         |

Volgens "Caricom News Network" zou Caricom Airways eind 2010 overstappen naar een vloot van nieuwe Cessna 208 Caravan vliegtuigen. De strikte regelgeving omtrent het vliegen met eenmotorige toestellen boven open water in de Caribische Zee maakt deze aanschaf momenteel onwaarschijnlijk.

## Bestemmingen
Caricom Airways vliegt naar 67 bestemmingen, waarvan 62 binnen de Caricom en 5 daarbuiten:
- Caricom-bestemmingen
- Anguilla, The Valley (Anguilla Wallblake Airport)
- Antigua, Saint John's (V.C. Bird International Airport)
- Barbados, Bridgetown (Grantley Adams International Airport)
- Dominica, Marigot (Melville Hall Airport)
- Grenada, St. George's (Point Salines International Airport)
- Guyana, Georgetown (Cheddi Jagan International Airport)
- Guyana, Georgetown (Ogle Airport)
- Montserrat, Plymouth (Blackburne Airport)
- Saint Kitts & Nevis, Basseterre (Robert L. Bradshaw International Airport)
- Saint Kitts & Nevis, Charlestown (Vance W. Amory International Airport)
- Saint Lucia, Castries (George F. L. Charles Airport)
- Saint Lucia, Vieux-Fort (Hewanorra International Airport)
- Saint Vincent en de Grenadines, Kingstown (E.T. Joshua Airport)
- Saint Vincent en de Grenadines, Bequia (J.F. Mitchell Airport)
- Saint Vincent en de Grenadines, Canouan (Canouan Airport)
- Saint Vincent en de Grenadines, Mustique (Mustique Airport)
- Saint Vincent en de Grenadines, Union Island (Union Island Airport)
- Suriname, Afobaka (Afobaka Airstrip)
- Suriname, Alalapadoe (Alalapadoe Airstrip)
- Suriname, Albina (Albina Airstrip)
- Suriname, Amatopo (Amatopo Airstrip)
- Suriname, Apetina (Apetina Airstrip)
- Suriname, Bakhuisgebergte (Bakhuis Airstrip)
- Suriname, Botopasi (Botopasi Airstrip)
- Suriname, Cabana (Cabana Airstrip)
- Suriname, Kajana (Kajana Airstrip)
- Suriname, Coeroenie (Coeroenie Airstrip)
- Suriname, Djoemoe (Djoemoe Airstrip)
- Suriname, Donderskamp (Donderskamp Airstrip)
- Suriname, Drietabbetje (Drietabbetje Airstrip)
- Suriname, Gakaba (Gakaba Airstrip)
- Suriname, Godo-olo (Godo-olo Airstrip)
- Suriname, Gross Rosebel (Gross Rosebel Airstrip)
- Suriname, Kabalebo (Kabalebo Airstrip)
- Suriname, Käysersgebergte (Käyser Airstrip)
- Suriname, Kwamalasamoetoe (Kwamalasamoetoe Airstrip)
- Suriname, Ladouanie (Ladouanie Airstrip)
- Suriname, Langatabbetje (Langatabbetje Airstrip)
- Suriname, Kawemhakan (Lawa Anapaike Airstrip)
- Suriname, Antino (Lawa Antino Airstrip)
- Suriname, Cottica (Lawa Cottica Airstrip)
- Suriname, Tabiki (Lawa Tabiki Airstrip)
- Suriname, Lelygebergte (Lelygebergte Airstrip)
- Suriname, Moengo (Moengo Airstrip)
- Suriname, Nieuw-Nickerie (Majoor Henk Fernandes Airport)
- Suriname, Nieuw-Jacobkondre (Njoeng Jacob Kondre Airstrip)
- Suriname, Paloemeu (Paloemeu Airstrip)
- Suriname, Paramaribo - Zanderij (J.A. Pengel International Airport)
- Suriname, Paramaribo (Zorg en Hoop Airport)
- Suriname, Poeketi (Poeketi Airstrip)
- Suriname, Poesoegroenoe (Poesoegroenoe Airstrip)
- Suriname, Matapi/Bakhuis (Raghoebarsing Airstrip)
- Suriname, Raleighvallen - Voltzberg (Raleigh Airstrip)
- Suriname, Sarakreek (Sarakreek Airstrip)
- Suriname, Peperhol (Henri Alwies Airstrip)
- Suriname, Zuidoost-Sipaliwini (Sipaliwini Airstrip)
- Suriname, Stoelmanseiland (Stoelmanseiland Airstrip)
- Suriname, Tafelberg (Tafelberg Airstrip)
- Suriname, Peleloe Tepoe (Tepoe Airstrip)
- Suriname, Totness - Coronie (Totness Airstrip)
- Suriname, Vier Gebroeders (Vier Gebroeders Airstrip)
- Suriname, Wageningen (Wageningen Airstrip)
- Suriname, Washabo - Apoera (Washabo Airstrip)
- Tobago, Scarborough (Crown Point Airport)
- Trinidad, Port of Spain (Piarco International Airport)

Buiten de Caricom:
- Brazilië, Belém (Val de Cães International Airport)
- Brazilië, Boa Vista (Boa Vista International Airport)
- Brazilië, Macapá (Macapá International Airport)
- Brazilië, Manaus (Eduardo Gomes International Airport)
- Brazilië, Santarém (Santarém Airport)

## Dochterondernemingen
- Carigo Airways, cargomaatschappij
- Caricom Aviation Academy, vliegschool
- Caricom Aviation Maintenance, vliegtuigonderhoud